# Explosions in Ward 6
Explosions in Ward 6 è il primo full-length della grindcore band Pig Destroyer.

## Tracce
1. Deflower – 0:27
2. Tentacle – 0:52
3. Yellow Line Transfer – 1:03
4. Under the Fingernails – 0:43
5. Elfin – 0:32
6. Unwitting Valentine – 0:29
7. Oven (The Melvins cover) – 1:40
8. Three Second Apocalypse – 0:40
9. Treblinka – 0:55
10. Fingers In The Throat – 0:37
11. My Fellow Vermin – 0:41
12. Endgame – 0:41
13. One Funeral Too Many – 0:52
14. Higher Forms of Pornography – 0:55
15. Honeymoon – 0:37
16. Alcatraz Metaphors – 0:37
17. Flesh Upon Gear – 1:04
18. Pixie – 6:05

## Formazione
- J.R. Hayes - voce
- John Evans - batteria
- Scott Hull - chitarra